# Episodi di Kamp Koral - SpongeBob al campo estivo (seconda stagione)
La seconda stagione di Kamp Koral - SpongeBob al campo estivo è stata pubblicata interamente negli USA su Paramount+ il 10 luglio 2024. In Italia è andata in onda dal 22 luglio 2024 su Nickelodeon.
| n° | n° | Titolo originale              | Titolo italiano                     | Pubblicazione USA | Prima TV Italia |
| -- | -- | ----------------------------- | ----------------------------------- | ----------------- | --------------- |
| 27 | 1  | Mad Science Squirrel          | L'assistente dello scienziato pazzo | 10 luglio 2024    | 22 luglio 2024  |
| 27 | 1  | To Pop a Bubble               | La bolla di sapone                  | 10 luglio 2024    | 22 luglio 2024  |
| 28 | 2  | High and Dry                  | Una notte fuori dell'acqua          | 10 luglio 2024    | 23 luglio 2024  |
| 28 | 2  | The Beardsman                 | La barba                            | 10 luglio 2024    | 23 luglio 2024  |
| 29 | 3  | Five Times the Fun            | Patrick per cinque                  | 10 luglio 2024    | 24 luglio 2024  |
| 29 | 3  | Low Falutin                   | Poveri snob                         | 10 luglio 2024    | 24 luglio 2024  |
| 30 | 4  | Nut Madness                   | L'arachide della pazzia             | 10 luglio 2024    | 25 luglio 2024  |
| 30 | 4  | Mermaid Men and Barnacle Boys | I migliori Waterman e Supervista    | 10 luglio 2024    | 25 luglio 2024  |
| 31 | 5  | A Tale of Two Roxies          | Il racconto delle due Roxie         | 10 luglio 2024    | 26 luglio 2024  |
| 31 | 5  | Nite Owls                     | I nottambuli                        | 10 luglio 2024    | 26 luglio 2024  |
| 32 | 6  | Calling Some Monsters         | Arrivano i mostri                   | 10 luglio 2024    | 27 luglio 2024  |
| 32 | 6  | Dig This                      | Gli scavi                           | 10 luglio 2024    | 27 luglio 2024  |
| 33 | 7  | Un-Breaking and De-Entering   | Ladro di rifiuti                    | 10 luglio 2024    | 28 luglio 2024  |
| 33 | 7  | Swimmin' Holed                | La pozza segreta                    | 10 luglio 2024    | 28 luglio 2024  |
| 34 | 8  | Krabsy the Klown              | Krabsy il Klown                     | 10 luglio 2024    | 29 luglio 2024  |
| 34 | 8  | Lords of the LARP             | Signori del LARP                    | 10 luglio 2024    | 29 luglio 2024  |
| 35 | 9  | Mascot Mayhem                 | La nuova mascotte                   | 10 luglio 2024    | 30 luglio 2024  |
| 35 | 9  | Putt Up or Shut Up            | Golf rivisitato                     | 10 luglio 2024    | 30 luglio 2024  |
| 36 | 10 | Who's Complaining?            | E chi si lamenta?                   | 10 luglio 2024    | 31 luglio 2024  |
| 36 | 10 | Patrick's Star                | La stella di Patrick                | 10 luglio 2024    | 31 luglio 2024  |
| 37 | 11 | A Finful of Sand Dollars      | Per una pinna di dollari            | 10 luglio 2024    | 1 agosto 2024   |
| 37 | 11 | Cretins of the Night          | Vampiri per una notte               | 10 luglio 2024    | 1 agosto 2024   |
| 38 | 12 | The Suit Suits You            | Una tuta per Sandy                  | 10 luglio 2024    | 2 agosto 2024   |
| 38 | 12 | Parasite Pals                 | Paris il parassita                  | 10 luglio 2024    | 2 agosto 2024   |
| 39 | 13 | End of Summer Daze            | L'ultimo giorno al campo estivo     | 10 luglio 2024    | 3 agosto 2024   |